# Hannes Etzlstorfer
Hannes Etzlstorfer (* 14. Jänner 1959 in Lasberg) ist ein österreichischer Kunst- und Kulturhistoriker, Autor, Kulturjournalist sowie Ausstellungskurator.

## Leben
Hannes Etzlstorfer promovierte 1985 an der Universität Wien mit der kunsthistorischen Dissertation Die Altarblätter des Mühlviertels. Ein Beitrag zum oberösterreichischen Barock zum Dr. phil. Er wirkt als Kunst- und Kulturhistoriker, Ausstellungskurator und Kulturjournalist in Wien und Neulengbach. Etzlstorfer arbeitete bislang bei mehr als 60 Ausstellungen zur Kunst- und Kulturgeschichte mit, zum Teil stammt das Ausstellungskonzept von ihm. Er ist Autor und Herausgeber zahlreicher Bücher. Einen Schwerpunkt bildet die Geschichte der Habsburger sowie des Essens und Trinkens.

## Schriften (Auswahl)
- Die Altarblätter des Mühlviertels. Ein Beitrag zum oberösterreichischen Barock. Universität Wien, Dissertation, Wien 1985.
- (Hrsg.): Küchenkunst und Tafelkultur. Culinaria von der Antike bis zur Gegenwart. Christian Brandstätter Verlag, Wien 2006, ISBN 3-902510-41-2.
- Maria Theresia. Kinder, Kirche & Korsett. Die privaten Seiten einer Herrscherin. K & S, Wien 2008, ISBN 978-3-218-00786-3.
- Fritz Aigner. Wunderkind und Malmaschine. Brandstätter Verlag, Wien 2010, ISBN 978-3-85033-282-8.
- Die Reisen der Habsburger. Von Kavalierstouren, Brautschau und hoher Diplomatie. K & S, Wien 2013, ISBN 978-3-218-00878-5.
- mit Matthias Pfaffenbichler, Christian Rapp und Franz Regner (Hrsg.): Brot & Wein. Katalog zur Niederösterreichischen Landesausstellung „Brot & Wein“ vom 27. April bis 3. November 2013. Schallaburg 2013.
- (Hrsg.): Süße Lust. Geschichte(n) der Mehlspeise. Ausstellungskatalog, Verlag Bibliothek der Provinz, Weitra 2013, ISBN 978-3-99028-192-5.
- Der Wiener Kongress. Redouten, Karoussel & Köllnerwasser. K & S, Wien 2014, ISBN 978-3-218-00935-5.
- mit Franz Karl Ruhm: Tafeln mit dem Kaiser. Alltag und Geschichte rund um das Schönbrunner Menübuch von Mai 1913 bis Januar 1914. Kremayr & Scheriau, Wien 2014, ISBN 978-3-218-00907-2.
- Karl. Der letzte Kaiser. Kral Verlag, Berndorf 2022, ISBN 978-3-99103-005-8.
- mit Lelio Colloredo-Mannsfeld: Die kaiserliche Jagd. Kral Verlag, Berndorf 2023, ISBN 978-3-99103-077-5.
- Emperor Karl I. „Historic responsibility is always borne by the monarch“. Kral Verlag, Berndorf 2023, ISBN 978-3-99024-977-2.
- mit Philipp Ilming: Kaiserin Elisabeth. „Ungewöhnlich war sie zu allen Zeiten“. Kral Verlag, Berndorf 2023, ISBN 978-3-99103-144-4.
- Thronfolger Franz Ferdinand „Er gilt als das große Rätsel, als das geheimnisvolle ´X´“. Kral Verlag, Bendorf 2024, ISBN 978-3-99103-149-9.
- Emperor Franz Joseph. „I still haven't completed my duties“. Kral Verlag, Bendorf 2024, ISBN 978-3-99024-975-8.